# Sannantha pinifolia
Sannantha pinifolia är en myrtenväxtart som först beskrevs av Jacques-Julien Houtou de La Billardière, och fick sitt nu gällande namn av Peter G.Wilson. Sannantha pinifolia ingår i släktet Sannantha och familjen myrtenväxter.
Artens utbredningsområde är Nya Kaledonien. Inga underarter finns listade i Catalogue of Life.